# Ситько, Владимир Николаевич
Владимир Николаевич Ситько (род. 11 августа 1932, Нечунаево, Западно-Сибирский край) — советский партийный и государственный деятель, председатель Новокузнецкого горисполкома (1976—1983), первый секретарь Новокузнецкого горкома КПСС (1983—1988). Почётный гражданин Кемеровской области. Почётный гражданин Новокузнецка.

## Биография
Родился 11 августа 1932 года в селе Нечунаево Шипуновского района (ныне — Алтайского края) в семье учителя, будущего фронтовика и директора школы посёлка Темиртау. Школьные годы провёл в посёлках Горной Шории: Шалым, Темиртау, Мундыбаш.
В 1955 году окончил Сибирский металлургический институт имени С. Орджоникидзе. Работал на Кузнецком металлургическом комбинате в мартеновском цехе сталеваром, потом парторгом цеха. Потом перешел работать на Антоновскую площадку на строительство ЗСМК. В середине 1960-х годов — секретарь Заводского РК КПСС. В 1974—1976 годах — второй секретарь Новокузнецкого горкома КПСС. В 1976—1983 годах — председатель Новокузнецкого горисполкома. В 1983—1988 годах — первый секретарь Новокузнецкого горкома КПСС. С 1988 по 1991 год находился в зарубежной командировке в Алжире. С 1991 года работал в Новокузнецком аэропорту. С 1999 года находился на пенсии.
С 2008 года — член Совета старейшин при губернаторе Кемеровской области.
C 1999 по 2016 годы Владимир Николаевич является одним из учредителей Новокузнецкого городского общественного фонда имени Н. С. Ермакова, членом попечительского совета фонда.

## Награды
- Орден Трудового Красного Знамени (1976)
- медаль «За доблестный труд. В ознаменование 100-летия со дня рождения В. И. Ленина» (1970)
- медаль «Ветеран труда» (1984)
- почётная грамота Президиума Верховного Совета РСФСР (1982)
- знаки «Шахтёрская слава» III, II степени (1986, 1988)[2]
- Орден Почёта Кузбасса.